# Rocco Papaleo
Rocco Antonio Papaleo (16 de agosto de 1958), es un actor, director de cine, guionista, comediante y músico italiano.

## Biografía
Nacido en Lauria, en la provincia de Potenza, Basilicata, se trasladó a Roma para estudiar en la universidad, trabajando como lavaplatos para mantenerse económicamente. Después de abandonar la universidad, debutó en el mundo del espectáculo como actor de teatro, artista de cabaret y músico. Al final de los años 1980, consiguió su primer papel importante en la serie de televisión Classe di ferro, dirigida por Bruno Corbucci. Más tarde, Papaleo se hizo conocido por su colaboración en las películas de comedia de Leonardo Pieraccioni y Giovanni Veronesi. También es conocido por interpretar al Gato en Pinocho de Matteo Garrone. En 2010 también comenzó su carrera como director con Basilicata coast to coast, con la que ganó el David de Donatello y el Nastro d'argento como mejor director debutante. En 2012 acompañó a Gianni Morandi en la presentación del Festival de Sanremo. También activo como músico, ha grabado dos álbumes de swing.

## Filmografía parcial

### Como actor

#### Cine
- Con los ojos cerrados (1994)
- I laureati (1995)
- Il barbiere di Rio (1996)
- Viola bacia tutti (1998)
- Del perduto amore (1998)
- El paraíso de repente (2003)
- Il pranzo della domenica (2003)
- Una moglie bellissima (2007)
- Mejor que nunca (2009)
- Basilicata coast to coast (2010)
- Che bella giornata (2011)
- Nessuno mi può giudicare (2011)
- Una piccola impresa meridionale (2013)
- Un boss in salotto (2014)
- La buca (2014)
- Onda su onda (2016)
- The Place (2017)
- Pinocho (2019)
- Scordato (2023)
- U.S. Palmese (2024)

#### Televisión
- Classe di ferro (1989-1991)
- Quelli della speciale (1993)
- Cuore contro cuore (2004)
- No Activity - Niente da segnalare (2024)

### Como director
- Basilicata coast to coast (2010)
- Una piccola impresa meridionale (2013)
- Onda su onda (2016)
- Scordato (2023)

## Discografía
- Che non si sappia in giro (1997)
- La mia parte imperfetta (2012)